# Nicolae Liu
Nicolae Liu (n. 14 martie 1927, Sibiu, România) este un editor, bibliograf și poet român. 

## Viața și activitatea
S-a născut la Sibiu, la data de 14 martie 1927. A urmat pe rând studii secundare la Oradea și Craiova, mai apoi urmârind cursurile Facultății de Litere și Filosofie, Facultatea de Drept și Facultatea de Istorie din Cluj-Napoca în anul 1950. A fost pe rând între anii 1949-1950 paleograf la Arhivele Statului din Cluj, profesor secundar între 1950-1951, bibliotecar, paleograf, bibliograf principal și șef de serviciu la Biblioteca Academiei R.S.R. între 1952-1968.
În anul 1968 devine cercetător științific principal la Institutul de istorie „Nicolae Iorga” din București. În același timp, a fost și membru al Societății de științe filologice și al Societății române de bibliofilie. Și-a adus aportul la știință prin contribuții referitoare la istoria culturii. 

## Opera
- Catalogul corespondenței lui Ion Ghica, București, 1962, p. 432.
- Călătorie într-un cosmos interior, Editura Junimea, Iași, 1988.
- N. Iorga și marea răscoală țărănească din 1907: mărturii documentare, Editura Junimea, Iași, 1984.